# Rozegeur
Rozegeur is een single van Herman van Veen.
Rozegeur is niet afkomstig van een van de reguliere studioalbums van Van Veen. Wel werd het opgenomen in diverse verzamelalbums van de Utrechtenaar. Rozegeur is een eigen nummer van Rob Chrispijn en Herman van Veen. Op het platenlabel staat (alleen) Rozengeur (dus met tussen-N) vermeld, de hoezen vermeldden Rozegeur maneschijn, dan wel Rozegeur Marjolein (zonder tussen-n). Angela Groothuizen heeft het lied ook ooit gezongen.
De B-kant Fiets is afkomstig van het album Morgen. Fiets is daarbij een cover van Girl on the bicycle van Ralph McTell en Gary Peterson, vertaald door Rob Chrispijn.

## Hitnotering

### Nederlandse Top 40
| Positie: | 31 | 21 | 22 | 22 | 40 | uit |

### NederlandseHilversum 3 Top 30
| Positie: | 26 | 18 | 27 | uit |